# 伊丽莎白·赫维留斯

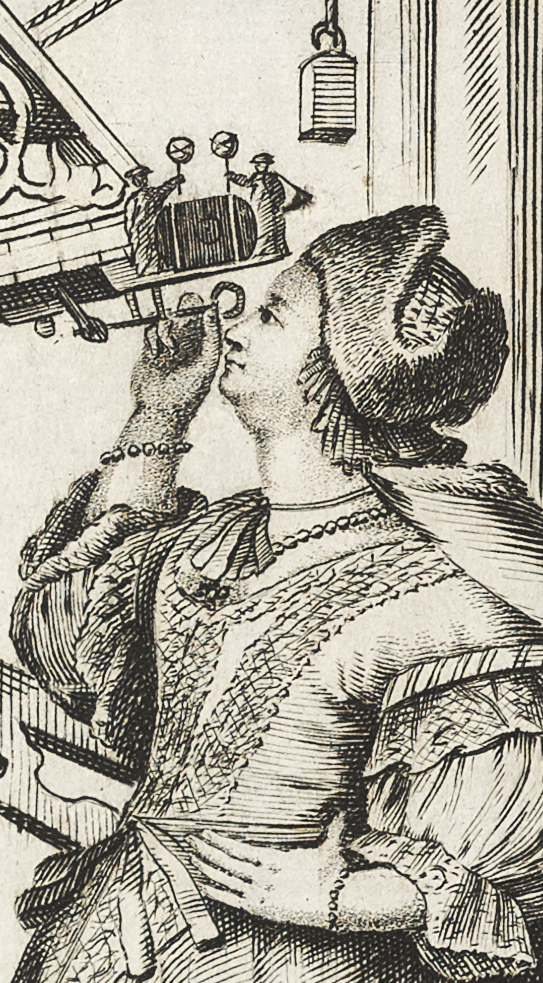
伊丽莎白·赫维留斯用黄铜八分仪观察天空（1673年）

伊丽莎白·库普曼·赫维留斯（波蘭語：Elżbieta Koopman Heweliusz；1647年1月17日—1693年12月22日）被认为是最早的女性天文学家之一。她来自波兰但泽，与丈夫约翰内斯·赫维留斯一起为天文的改进工作和观察做出了贡献。

## 早年生活
伊丽莎白·库普曼与赫维留斯和他的第一任妻子一样，是波兰-立陶宛联邦波美拉尼亚省但泽市一个富商家庭的成员，也是名为汉萨同盟的贸易组织的成员。 她的父亲尼古拉斯·库普曼（1601-1672）是位富有的商人，和母亲乔安娜·门宁斯（1602-1679）于1633年在阿姆斯特丹结婚。他们从阿姆斯特丹搬到汉堡，然后于1636年搬到但泽。他们的女儿伊丽莎白就是在这座主要讲德语但当时属于波兰一部分的城市出生的。

## 婚姻

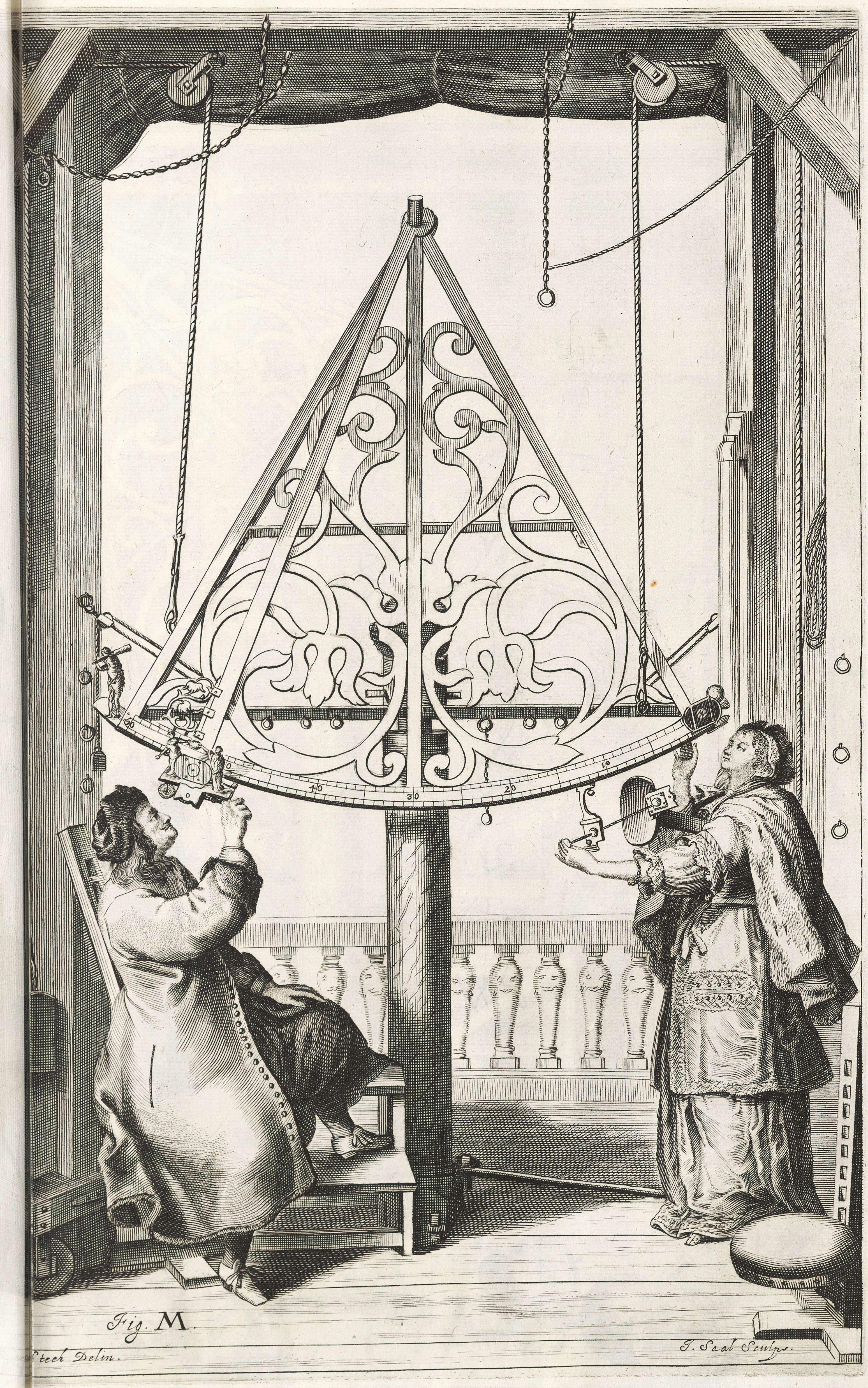
约翰内斯和伊丽莎白·赫维留斯用黄铜六分仪观察天空（1673年）

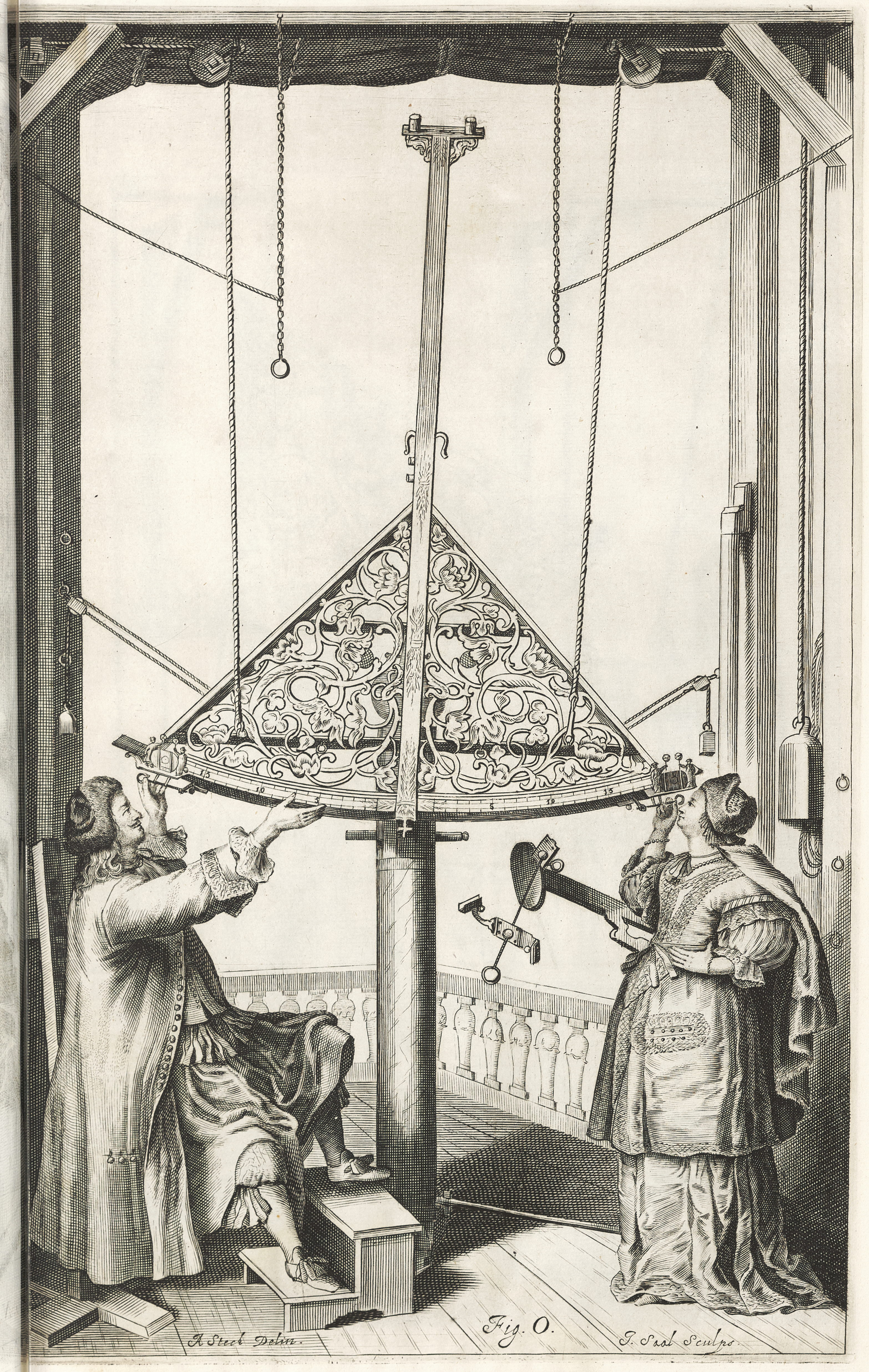
约翰内斯和伊丽莎白·赫维留斯用黄铜六分仪观察天空（1673年）

正是对天文学的迷恋使得伊丽莎白在还是个孩子的时候就接触了约翰内斯·赫维留斯。约翰内斯·赫维留斯是一位享有国际声誉的天文学家，他在但泽拥有一栋由三栋房屋组成的建筑群，里面有当时世界上最好的天文台。1663年，16岁的赫维留斯与52岁的赫维留斯结婚，这让她也能通过帮助赫维留斯管理天文台来追求自己对天文学的兴趣。他们有一个儿子，出生后不久就去世了，还有三个女儿幸存下来。三个女儿中的老大名字叫凯瑟琳娜·伊丽莎白（Catherina Elisabetha）（以她母亲的名字命名），并于1666年2月14日在但泽圣凯瑟琳教堂接受洗礼。1687年丈夫去世后，她完成并出版了《Prodromus astronomiae》（1690），这是他们共同编制的包含1,564颗恒星及其位置的星表。该作品包括有关他们的计算方法的信息以及他们如何使用正割线和象限确定恒星的纬度和经度的示例。然而，这本书只是以约翰内斯的名字作为作者出版的。

## 拉丁语
伊丽莎白接受过拉丁语教育，并利用她的拉丁语知识给其他科学家写信。尽管不知道她何时何地学习拉丁语，但对于她那个时代的女性来说，她显然受过良好的教育，因为她也是一位有能力的数学家。

## 去世
伊丽莎白·赫维留斯于1693年12月去世，享年46岁，与她的丈夫埋葬在同一座坟墓中。她去世后，数学家弗朗索瓦·阿拉戈这样描述她的性格：“人们总是对赫维留斯夫人表示称赞，据我所知，她是第一位不害怕面对天文观测和计算的疲劳的女性。”

## 影响
伊丽莎白的一生在德语历史小说《星际女猎手》（Die Sternjägerin，2006）中得到了戏剧化的呈现。
小行星12625 Koopman和金星上的Corpman撞击坑均以她的名字命名。